# Kairos
Pour les articles homonymes, voir Kairos (homonymie).
 (juin 2015).
Le kairos (καιρός) est un concept qui, adjoint à l'aiôn et au chronos, permet, sinon de définir le temps, du moins de situer les événements selon cette dimension. Faire le bon acte au bon moment participe du Kaïros. Pour ce qui est de la pensée occidentale, le concept de kairos apparaît chez les Grecs sous les traits d'un petit dieu ailé de l'opportunité, qu'il faut attraper quand il passe.

## Définitions
Le kairos est le temps du moment opportun. Il qualifie un intervalle, ou une durée précise, importante, voire décisive.
Dans le langage courant, on parle de point de basculement, avec une notion d'un avant et d'un après au sens de Jankélévitch (voir plus bas). Le kairos est donc « le temps T » de l'opportunité : avant est trop tôt, et après trop tard. L'expression « instant d'inflexion » semble convenir : « Maintenant est le bon moment pour agir. »
Pour le pseudo-Aristote, « Le mélancolique est l’homme du kairos, de la circonstance. »
Le kairos, une dimension du temps n'ayant rien à voir avec la notion linéaire de chronos (temps physique), pourrait être considéré comme une autre dimension du temps créant de la profondeur dans l'instant. Une porte sur une autre perception de l'univers, de l'événement, de soi. Une notion immatérielle du temps mesurée non pas par la montre, mais par le ressenti.
Le dieu grec Kairos est représenté par un jeune homme qui ne porte qu'une touffe de cheveux sur la tête. Quand il passe à notre proximité, il y a trois possibilités :
1. on ne le voit pas ;
2. on le voit et on ne fait rien ;
3. au moment où il passe, on tend la main, on « attrape l'occasion par les cheveux » (en grec ancien : καιρὸν ἁρπάζειν) et on saisit ainsi l'occasion.

## Le kairos dans divers domaines

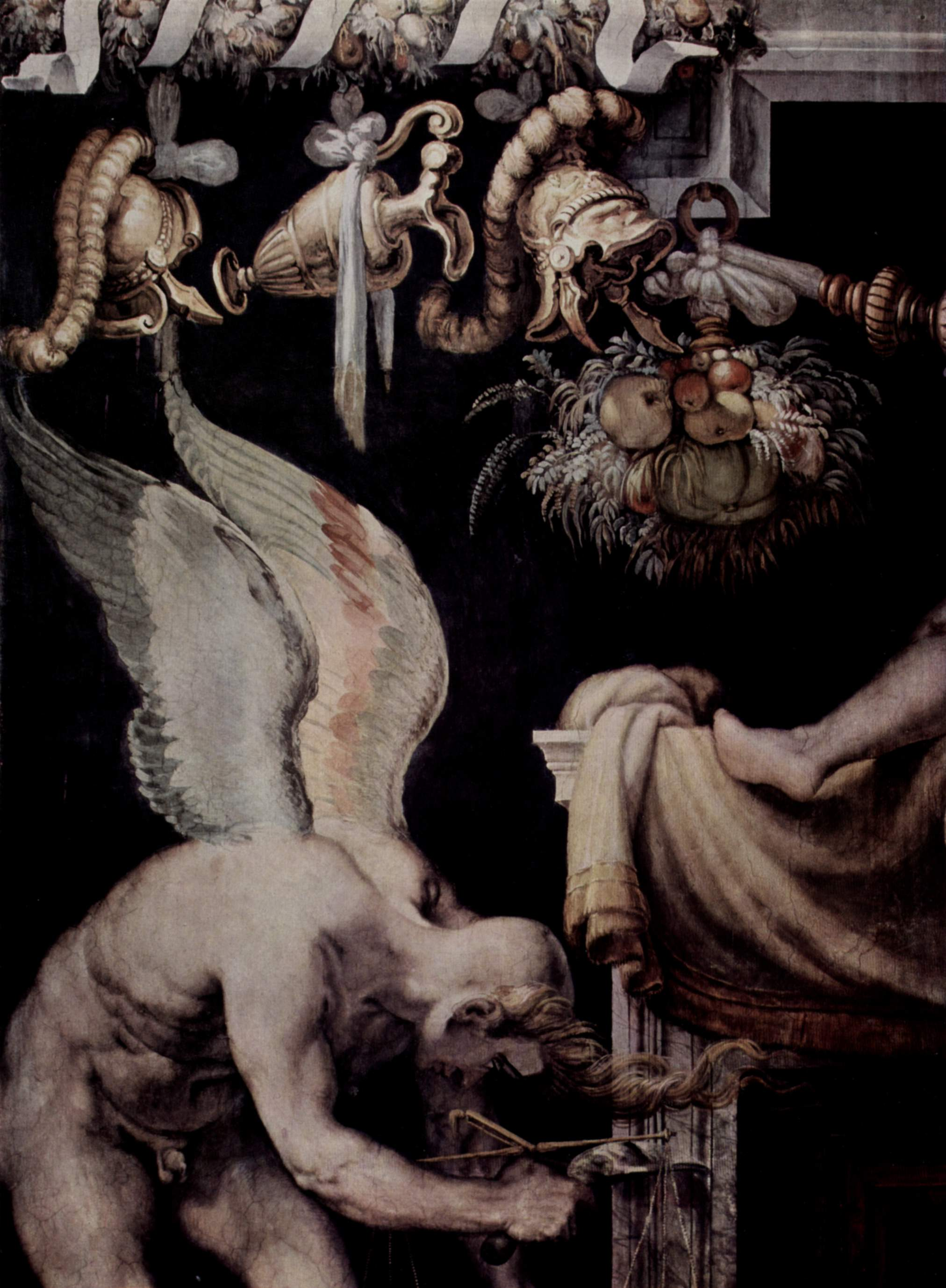
Kairos, par Francesco Salviati.

Du local vers le temporel, en passant par la juste mesure, le kairos a eu de nombreuses significations plus ou moins établies et compatibles. Il n’est pas possible de trouver un terme français équivalent qui marque toutes les ramifications que la notion grecque a connues.
Le kairos opère la rencontre de deux problèmes : celui de l’action et celui du temps. Toutes ses acceptions ne sont pas temporelles (notamment celles qui se rapportent à la « juste mesure » et la « convenance »), mais elles contiennent et complètent les germes d’une signification spécifiquement temporelle. Le kairos implique une vision du temps qui s'accorde avec une exigence d’efficacité de l’action humaine. Le kairos est un moment, mais si on comprend « moment » uniquement comme une durée mesurable qui s’étend d’un point A à un point B, on est certain de le rater. Il est d’autant plus tentant de parler d’un temps propre au kairos que les Grecs en ont fait une divinité temporelle souvent associée, voire confondue, avec Chronos.
Le kairos se rattache à un certain type d’actions qui doivent être accomplies « à temps » et ne tolèrent ni le retard, ni l’hésitation. Si la notion de kairos est indissociable du mot grec, elle est aussi indissociable du contexte de la Grèce des Ve et IVe siècles av. J.-C. À une époque où l’action devient autonome et ne dépend plus de la volonté divine, la nécessité d’observer le kairos s’est dégagée pour les Grecs de leurs expériences dans de multiples domaines, à savoir, selon Monique Trédé-Boulmer :
- en philosophie, le kairos ou « temps kairologique » a pris une très grande importance dans le courant phénoménologique notamment chez Martin Heidegger.

- en politique : dans l'Histoire de la guerre du Péloponnèse, Thucydide fait une place importante aux kairoi qui traversent l’Histoire, ces moments qui engagent le sort des cités : déclarations de guerre, négociations ou ruptures d’alliances ;

- en rhétorique, « le kairos est le principe qui gouverne le choix d’une argumentation, les moyens utilisés pour prouver et, plus particulièrement, le style adopté », ainsi que le moment où il faut attirer l’attention des auditeurs pour accomplir un retournement de persuasion ;

- en théologie, il est du ressort de l'action de Dieu à un moment particulier du continu du temps humain (le Chronos), invitant une action (réponse) humaine opportune concomitante, notamment avec les travaux de Rudolf Bultmann

- en art : c’est l’infime nuance, la minime correction, qui fait l’œuvre réussie, c’est devenu, par voie de conséquence, le moment où un artiste doit s’arrêter et laisser son œuvre vivre sa propre vie ;

- en médecine : les hippocratiques ont dégagé la notion de crise, instant critique où la maladie évolue vers la guérison ou la mort, c’est à ce moment précis que l’intervention du médecin prend un caractère nécessaire et décisif ;

- dans le domaine militaire : le bon stratège sait que la victoire n’est pas une simple question de supériorité numérique et qu’il y a un moment où l’attaque portée sur l’adversaire amènera la panique et donnera une issue définitive à la bataille ;

- dans le domaine moral : chez les tragiques, le kairos préserve de la démesure et enseigne le respect de la convenance – dans les traités éthiques d’Aristote, la notion se réduit à une catégorie du Bien selon le temps.

- en navigation, où le kairos, associé avec Tyché, permet au navigateur de se diriger en déjouant les pièges de la mer, c’est plus particulièrement dans ce contexte que l’on trouve la mètis, ou intelligence de la ruse ;

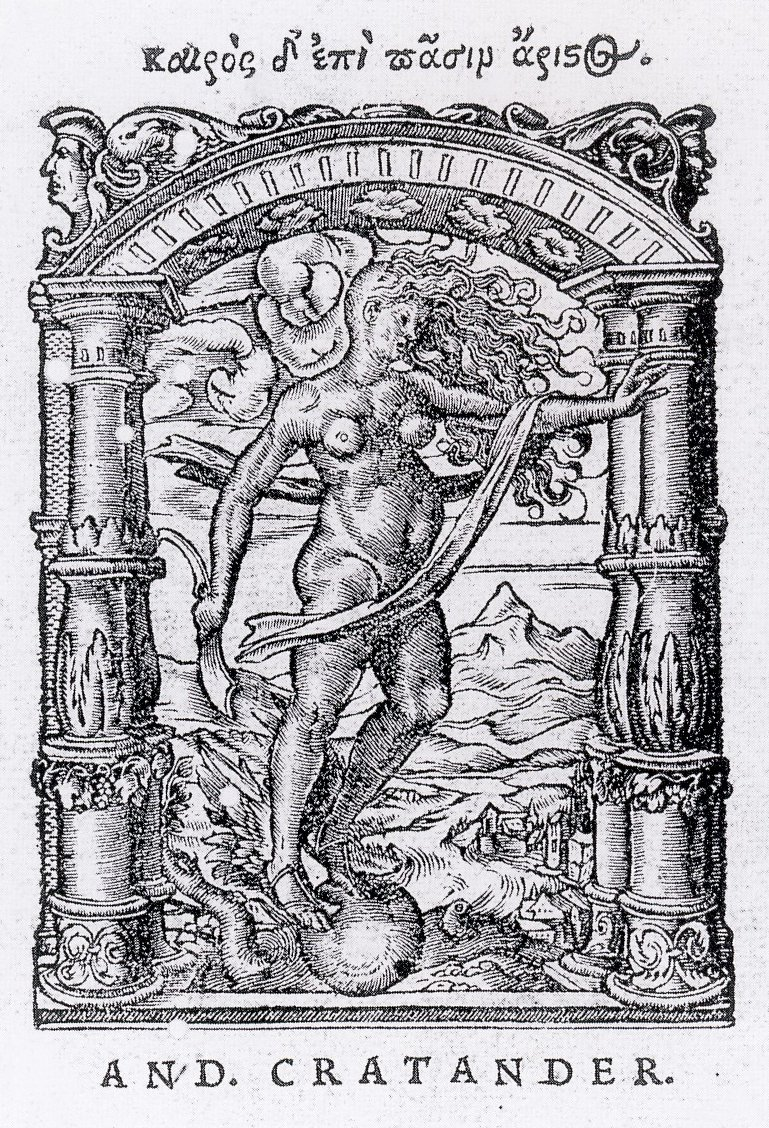
Kairos, marque d'imprimeur d'Andreas Cratander, d'après un dessin de Hans Holbein le Jeune et gravée par Jacob Faber, 1522. La phrase en grec précise le sens de la devise Occasio : « En toute chose, il est préférable de saisir le bon moment ».

Le kairos a donc un très large champ d’application. Hésiode écrit qu’il est « tout ce qu’il y a de mieux » et Euripide que c’« est le meilleur des guides dans toutes entreprises humaines ». Il n’est cependant pas donné à tout le monde de le saisir ; il appartient au spécialiste qui, ayant des connaissances générales, est capable d’y intégrer les facteurs du moment qui lui permettent de saisir la particularité de la situation. Le kairos relève d’un raisonnement et il n’est pas soumis au jeu du hasard. Pourtant, il joue un rôle décisif dans les situations imprévisibles et inhabituelles.
Toutes les acceptions de kairos ne sont pas directement liées au temps, mais toutes sont liées à l’efficacité. Quel que soit le domaine, il renverse les situations et leur donne une issue définitive : la vie ou la mort, la victoire ou la défaite. Il est la condition de l’action réussie et il nous apprend que, paradoxalement, la réussite tient à presque rien. S’il est si difficile de le définir, cela vient aussi de ce qu’il relève du « presque rien ».
Il échappe constamment aux définitions qui lui sont appliquées, parce qu’il se trouve toujours à la jointure de deux notions : l’action et le temps, la compétence et la chance, le général et le particulier. Il n’est jamais tout entier d’un côté ou d’un autre. Cette indétermination est liée à son pouvoir de décision. Il retient pour chaque cas les éléments pertinents pour agir, mais il ne se confond pas avec eux. Il est « libre » de changer, et c’est pour cela qu’il est aussi difficile à saisir dans la pratique qu’à comprendre dans la théorie.

## Fortunade Machiavel
Un Prince digne de ce nom, déclare Machiavel, se doit de faire preuve de virtù dans les circonstances imprévisibles de l'action politique. La virtù qui, s'appuyant sur le libre-arbitre et sur les habiletés — propres, en grande partie, à l'art de la guerre — du Prince, se rapproche bien plus du kairos que de la fortuna ; celle-ci étant, du point de vue du Prince, bien plus mauvaise que bonne. Et Machiavel d'interdire au Prince de « prier » pour un sort favorable, c'est-à-dire d'abdiquer son libre-arbitre et de s'en remettre à une fortuna, complètement aveugle dans son déploiement.
Sous l'angle de la sémiosis, les exégètes des textes de Machiavel — et surtout du Prince et des Discours sur la première décade de Tite-Live — en ont dégagé le concept d'« occasion ». À dire vrai, l'occasion est implicite à ladite virtù et fait écho au kairos, d'autant que le Prince, loin d'être passif comme ses sujets qui en sont réduits au rang d'objet du projet politique, se doit de conserver le pouvoir et de l'accroître en prenant les bonnes initiatives, en saisissant les bonnes occasions, en ayant le goût du risque, en faisant preuve de ruse et de force devant les circonstances changeantes de l'État, en un mot : de savoir user du kairos.

### Chez Nietzsche
Dans Par-delà bien et mal, 274, Nietzsche évoque le καιρός : « Le "Raphaël sans mains", ce mot pris au sens le plus large, serait-il dans le domaine du génie, non pas l'exception, mais la règle ? - Le génie n'est peut-être pas si rare ! mais il lui manque les cinq cents mains nécessaires pour maîtriser le Kairos, le "moment propice", pour saisir l'occasion aux cheveux ! ».

## Kairos et synchronicité en psychologie analytique
Carl-Gustav Jung utilise le kairos pour élaborer son concept de synchronicité. Il est l'instant où la conscience d'un individu exprime une sensibilité particulière à la survenance concomitante de deux événements fortuits. Cet individu opère à ce moment une association entre ces deux événements en raison d'un état de son être. La coïncidence, alors perçue comme une correspondance, devient signifiante pour la personne qui l'éprouve. L'expérience du kairos relatée par l'analysant constitue un événement spécifique au sein du processus psychothérapique,.

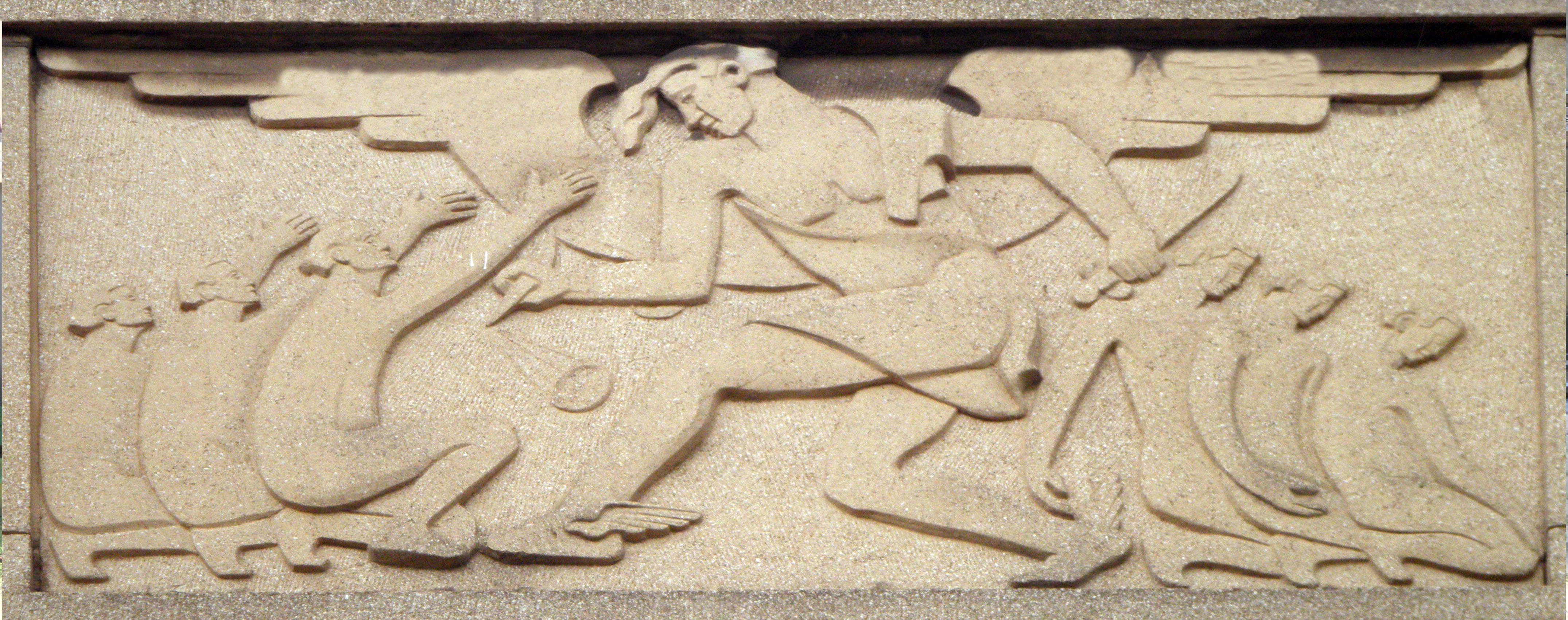
Relief moderne du Kairos par l'artiste néerlandais Janny Brugman-de Vries sur l'ancien gymnase Alexander Hegius au Nieuwe Markt à Deventer aux Pays-Bas